# Diego Guerra
Diego Guerra es un historietista y animador colombiano, nacido el 4 de julio de 1971. Estudió Arquitectura en la Universidad Central de Venezuela. 
Fue editor de la revista Acme, publicación dedicada a las historietas en Colombia a mediados de los noventa. Educación sentimental fue su principal trabajo en Acme. Guerra también publicó en Agente Naranja y Maus y realizó una semblanza del cómic en Venezuela para un libro publicado por la Fundación Fossati.
Desde 2001 se encuentra dedicado a la producción de dibujos animados. Ha trabajado para Teleset y para la Agglomeration de la ciudad francesa de Ruan. En 2003 produjo el cortometraje El Diario de Ana. 